# Распутін Григорій Юхимович
Григо́рій Юхи́мович Распу́тін (рос. Григорий Ефимович Распутин, потім змінив прізвище на Нових, рос. Новых, охрещений 22 січня 1869 — вбитий 30 грудня 1916) — сибірський селянин, фаворит Миколи II та цариці Олександри Федорівни, політичний авантюрист, який в ролі «святого старця», що володіє незвичайними здібностями, з'явився у царському дворі і, починаючи з 1907 року, чинив усе більший вплив на самодержця і його сім'ю. В останні роки правління царя Миколи ІІ став чи не найвпливовішою людиною того часу.

## Життєпис
Распутін не був ані ченцем, ані святим; за все своє життя він ніколи не належав до жодної релігійної секти. Але він був одержимий релігією і вражав інших своїм пізнанням в Біблії і вмінням доступно її пояснити. Його вважали кочівним мандрівником, або прочанином. Була досить розповсюдженою віра в надзвичайні сили Распутіна зцілювати тілесні ушкодження. У 1907 році імператор Микола II та його дружина Олександра Федорівна запросили Распутіна до царського двору для того, щоб він вилікував їхнього тяжкохворого сина — єдиного нащадка престолу, царевича Олексія, що страждав від гемофілії. На думку цариці, від Распутіна залежало здоров'я її сина та добробут монархії.
Послідовники Распутіна вважали його екстрасенсом та цілителем. Він говорив малозрозумілим сибірським діалектом і ніколи не розмовляв на публіці. Цариця та її сім'я бачили в ньому «людину Божу», ясновидця, проте вороги сприймали його як шахрая, розпусника, демона або іноземного агента.
Распутіна було вбито в ніч на 17 грудня 1916 року (30 грудня за новим стилем) у палаці Юсупових на Мийці у Петербурзі. Змовники: Фелікс Юсупов, Владімір Пуришкевич, великий князь Дмітрій Павлович (двоюрідний брат імператора).

## Політичний вплив
У той час, як вплив Распутіна на царську родину і був, можливо, перебільшений, історики згодні в тому, що його присутність відіграла значну роль у зміцненні протестів проти царя та його дружини безпосередньо перед самою Лютневою революцією 1917 року. Змовники, які не змирились з тим, що селянин був настільки близький до імператорського подружжя, намагались віддалити Распутіна і змусити царицю відмовитись від політичної діяльності.

## Пророцтва
Видання «Українська газета» наводить так звані «пророцтва Распутіна», що охоплюють як долі його сучасників, так і набагато пізніші історичні періоди. Видання не вказує походження цих пророцтв, тож вони найбільш імовірно є вигадкою неназваних конспірологів.

## Містифікація
Увесь життєвий шлях Распутіна складається з невизначеностей і оповитий стількома сумнівними мемуарами, чутками і міфами, що неможливо визначити, що з цього є правдою. Не існує жодної історичної особи, що викликала б таку масу сенсаційної та непідтвердженої інформації, окрім Григорія Распутіна.